# Pierre runique de Holmby
 (septembre 2022).

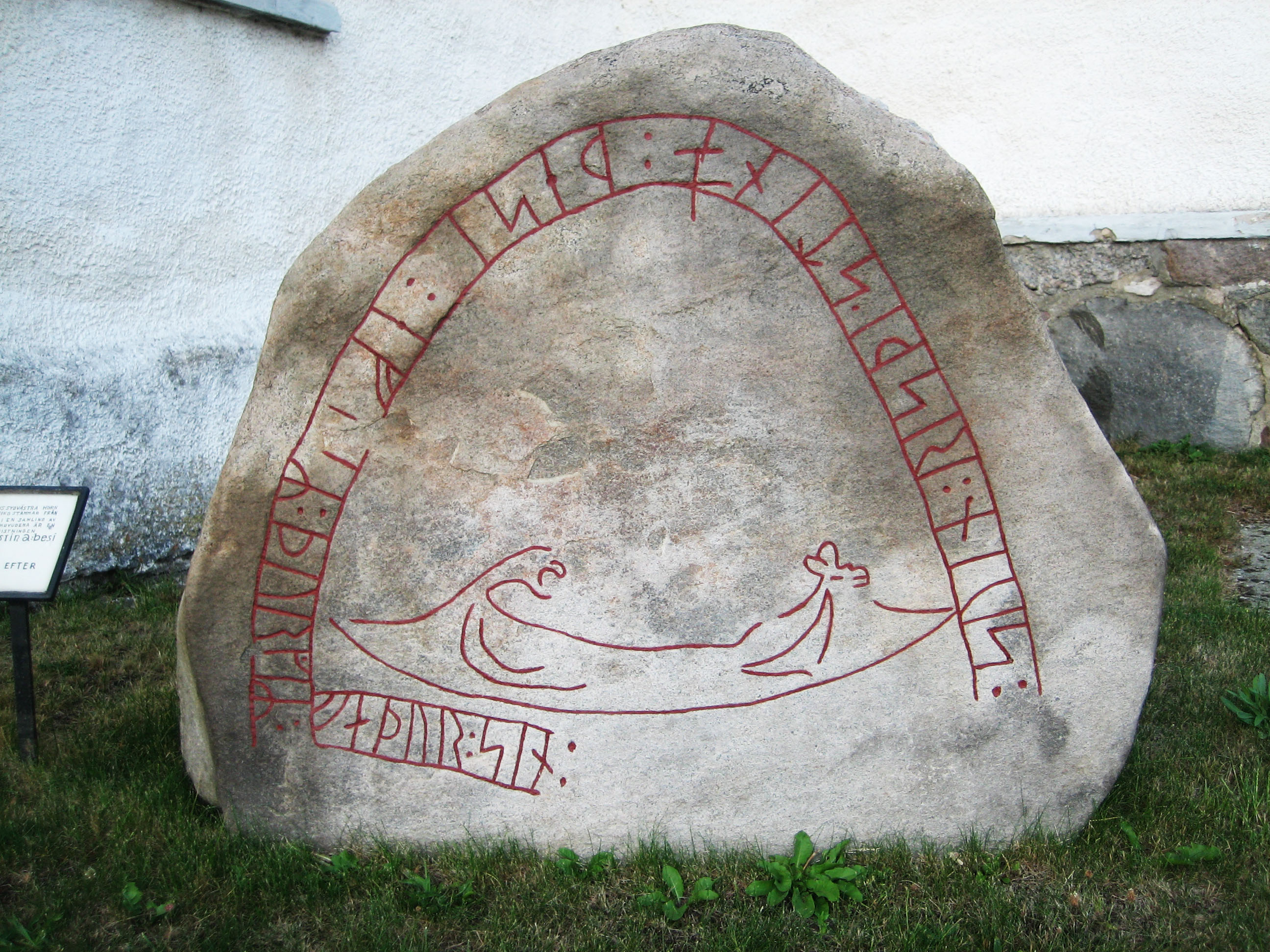
La pierre runique Holmby, Scanie, Suède.

La pierre runique de Holmby, répertoriée sous le nom de DR 328 dans le catalogue Rundata, est une pierre runique commémorative de l'ère viking portant l'image d'un navire. Elle est située à Holmby, qui est à environ deux kilomètres au sud-est de la localité de Flyinge dans la province historique de Scanie en Suède.

## Description
La pierre de Holmby comprend une inscription qui consiste en un texte runique inscrit à l'envers dans une arche située au-dessus d'une représentation de navire en mer. La pierre est en grès et mesure 1,11 mètre de hauteur. Elle a été découverte dans le mur de l'angle sud-ouest d'un clocher d'église vers 1667. Avant que la nature historique des pierres runiques ne soit comprise, elles étaient souvent réutilisées comme matériaux de construction pour les routes, les ponts et les bâtiments. La pierre a été retirée de son emplacement et élevée à l'extérieur de l'église en 1908. L'inscription est classée comme étant sculptée dans le style RAK, qui est considéré comme le style de pierres runiques le plus ancien. Cette classification concerne les inscriptions où les extrémités des bandes runiques sont droites et où il n'y a pas de têtes de serpent ou d'autres animaux. L'inscription a été datée comme ayant été gravée après les pierres de Jelling.
Il a été souligné que l'image du navire présente une ancienne forme incluant des becs à l'avant et à l'arrière. Il est possible qu'il s'agisse d'une représentation d'un navire rituel symbolique, et non d'un type de navire connu de l'époque viking. Il existe d'autres inscriptions avec des caractéristiques similaires qui peuvent représenter d'anciens navires symboliques comme DR 77 à Hjermind, DR 119 à Spentrup, DR 258 à Bösarp et DR 271 à Tullstorps. On peut compter d'autres gravures runiques de l'ère viking représentant des navires dont DR 220 à Sønder Kirkeby, DR EM85;523 à Farsø, Ög 181 à Ledberg, Ög 224 à Stratomta, Ög MÖLM1960;230 à Törnevalla, Sö 122 à Skresta, Sö 154 à Skarpåker, Sö 158 à Österberga, Sö 164 à Spånga, Sö 351 à Överjärna, Sö 352 à Linga, Vg 51 à Husaby, U 370 à Herresta, U 979 à Gamla Uppsala, U 1052 à Axlunda, U 1161 à Altuna et Vs 17 à Råby. Trois pierres, les pierres Hørdum et Långtora kyrka et U 1001 à Rasbo, représentent des navires mais ne comprennent, dans leur état actuel, aucune rune. Elles n'ont peut-être jamais compris de gravures runiques.
Le texte runique indique que la pierre a été élevée comme un mémorial, par un homme nommé Sveinn, pour son père Þorgeirr. Le nom Þorgeirr est théophorique. Il est lié au dieu païen nordique Thor et signifie "la lance de Thor". Le texte runique utilise le mot stena signifiant "pierres", suggérant que plus d'une pierre a été élevée à l'origine en mémoire de Þorgeirr. Si tel est le cas, la deuxième pierre du mémorial a depuis été perdue. Les derniers mots du texte , faþur sin ("son père"), en vieux norrois, sont gravés sous l'image du navire en mer.
Dans la région, la pierre est connue sous le nom de Holmbystenen. La gravure a été inscrite en danois dans le catalogue Rundata, car la Scanie faisait partie du Danemark historique.

## Inscription

### Translittération des runes en caractères latins
: suin : risþi : stina ¶ + ¶ þesi : ef(t)iʀ : þurgiʀ : ¶ faþur : sin :

### Transcription en vieux norrois
Swen resþi stena þæssi æftiʀ Þorgiʀ, faþur sin. 

### Traduction en français
Sveinn a élevé ces pierres à la mémoire de Þorgeirr, son père.